# Saint-Denis-la-Chevasse
Saint-Denis-la-Chevasse è un comune francese di 2 114 abitanti situato nel dipartimento della Vandea nella regione dei Paesi della Loira.

## Società

### Evoluzione demografica
Abitanti censiti